# Ofensiva de Alepo (Fevereiro de 2016)
A Ofensiva a norte de Alepo (Fevereiro de 2016) foi uma operação militar do Exército Árabe Sírio (EAS) e das Forças Democráticas Sírias (FDS) contra posições da Frente Al-Nusra e do Exército Livre da Síria (ELS). O Exército Sírio conseguiu quebrar o Cerco de Nubl e Al-Zaharaa, e efectivamente cortando a última linha de abastecimento dos rebeldes em Alepo vinda da Turquia.

## Preparações
Em finais de janeiro de 2016, relatos começaram a circular que um número significativo de reforços do Exército Sírio foram enviados para Alepo vindos de Damasco, em preparação para uma nova ofensiva. Cerca de 3.000 soldados foram mobilizados para a zona, mas as suas exactas localizações não foram reveladas.

## Ofensiva

### Levantamento do cerco de Nubl e Al-Zaharaa

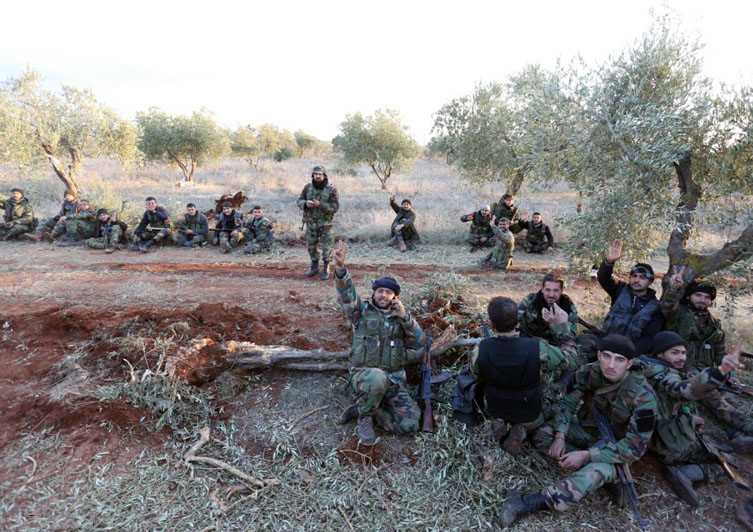
Soldados Sírios após quebrarem o cerco sobre Nubl e Al-Zaharaa

Em 1 de fevereiro de 2016, uma força conjunta da 4.ª Divisão Mecanizada do Exército Sírio, Forças de Defesa Nacional (FDN), Hezbollah e milícias iraquianas integrantes das Forças de Mobilização Popular, atacaram posições rebeldes nos arredores de Duwayr al-Zeytoun e Bashkoy.
Após tomarem Duwayr al-Zeytoun, o EAS e aliados rumaram para norte e expulsaram as forças rebeldes de Tal-Jibbin no espaço de duas horas. As forças rebeldes foram, de seguida, atacadas na zona rural de Al-Mallah por unidades do Hezbollah, mas conseguiram resistir.
Citando esta operação, os grupos de oposição nas conversações de paz de Genebra anunciaram formalmente em 1 de fevereiro de 2016 optaram por boicotar estas negociações e as conversações foram suspensas. Comandantes rebeldes disseram que esperavam que o colapso das conversações de paz "convençam os seus patrocinadores estrangeiros, incluindo a Turquia e a Arábia Saudita, que era a hora de lhes enviarem armas mais poderosas e avançadas, incluindo mísseis antiaéreos". Um líder rebelde disse que espera "algo novo, disposto por Deus" após o fracasso das negociações de Genebra.
Até 2 de fevereiro, as forças governamentais avançaram em direcção ao norte de Tal Jibbin e tomaram a cidade de Hardatin. Continuando com o seu ataque, o Exército Sírio capturou momentaneamente Ratyan antes de ser repelido por um contra-ataque rebelde no final do dia. Um esforço posterior conseguiu avançar fortemente em Ratyan, trazendo 75 por cento da cidade sob controlo do governo. Além do avanço do governo a partir do leste, os combatentes cercados em Nubl e Al-Zaharaa lançaram uma ofensiva a partir do oeste e conseguiram ganhar algum terreno.
A aldeia de Muarrassat al-Khan foi atacada por forças do governo num movimento de pinça em 3 de fevereiro. A queda desta aldeia abriu uma ponte terrestre e quebrou o cerco de Nubl e Al-Zahraa no mesmo dia. Os residentes agradeceram a Assad, Irão e Hezbollah nas comemorações pelas ruas das cidades que foram transmitidas pelo canal de televisão do Hezbollah. 11 comandantes rebeldes foram mortos durante a operação.

### Assalto das FDS e batalha por Ratyan
Em 4 de fevereiro, as Forças Democráticas Sírias, lideradas pelas Unidades de Proteção Popular (YPG), também lançaram uma ofensiva contra os rebeldes no norte de Alepo e assumiram o controlo de Ziyara e Khreiybeh, a norte de Nubl. Ao mesmo tempo, as tropas do governo capturaram as cidades de Mayer e Kafr Naya.
Até 5 de fevereiro, o EAS tomou controlo sobre Ratyan, enquanto os rebeldes restabeleceram o seu controlo sobre Kafr Naya após um contra-ataque vindo do norte. A Frente do Levante (força ligada aos rebeldes) evacuou a sua sede em Ratyan, após mais de vários dos seus combatentes terem morrido e ficarem feridos após combates na cidade. No final do dia, a 4.ª Divisão Mecanizada e as FDN, Hezbollah e milícias iraquianas, avançaram a partir de Mayer e expulsaram os rebeldes da zona rural de Abu Farid e Al-Babeli nas proximidades. Os rebeldes recapturaram a parte ocidental de Ratyan num novo contra-ataque. À noite, o Exército Sírio alcançou posições com vista para Bayanoun, com confrontos a persistirem na aldeia. Milhares de pessoas na área fugiram para a fronteira turca.
No dia seguinte, as forças do governo capturaram a totalidade de Ratyan, bem como a estrada Bashkoy-Ratyan, depois de garantir a fábrica de sabão. No total, 140-160 combatentes de ambos os lados foram mortos na batalha pela aldeia no dia anterior, incluindo 100 rebeldes e 60 soldados governamentais. Entre as vítimas do governo estavam o general Hafez Ahmed Al-Abood e o comandante do Hezbollah Haydar Fariz, enquanto pelo menos um dos rebeldes mortos era um soldado-criança, visto que os rebeldes estavam enviando mais soldados-criança para a linha de frente devido à falta de adultos para combater. O repórter de guerra libanês Ali Yousef Dasho foi morto enquanto cobria a batalha por Ratyan do lado do governo.
Mais tarde, a 6 de fevereiro, o YPG e o Exército dos Revolucionários capturaram duas aldeias, uma colina e o moinho em al-Faisal. Uma aldeia capturada foi Al-Alqamiyeh, perto da Base Aérea de Menagh controlada pelos rebeldes, enquanto a sul as forças do YPG capturaram a pedreira e a colina de Talat Al-Firan que tinham vista sobre Tannurah. A cidade de Menagh foi atingida por bombardeamentos russos após as FDS terem avisado os rebeldes para deixaram a cidade de forma a evitar os ataques. As FDS também chegou à entrada do sul da cidade de Deir Jamal.
No início de 7 de fevereiro, as tropas governamentais estavam a sete quilómetros de Tell Rifaat, controlada pelos rebeldes. As forças governamentais então avançaram e capturaram a aldeia de Kiffin, trazendo-os para dentro de cinco quilómetros de Tell Rifaat, e de seguida atacaram Kafr Naya a partir de dois flancos. Ao mesmo tempo, as FDS capturaram três aldeias durante o dia, incluindo Ajar e a sua colina, Maraanaz e Deir Jamal. Durante o avanço das FDS em Deir Jamal, uma unidade local da Brigada dos Falcões da Montanhas desertou para o Exército dos Revolucionários e entregou Deir Jamal às FDS. As FDS também tomaram o controlo total da estrada a sul de Deir Jamal, impedindo as forças governamentais de avançar em Tell Rifaat através desta rota. O Exército Sírio e as FDS criaram um ponto de controlo comum perto de Kiffin para evitar possíveis confrontos.

### As FDS avançam a norte, o EAS avança a sul e ataques da Turquia

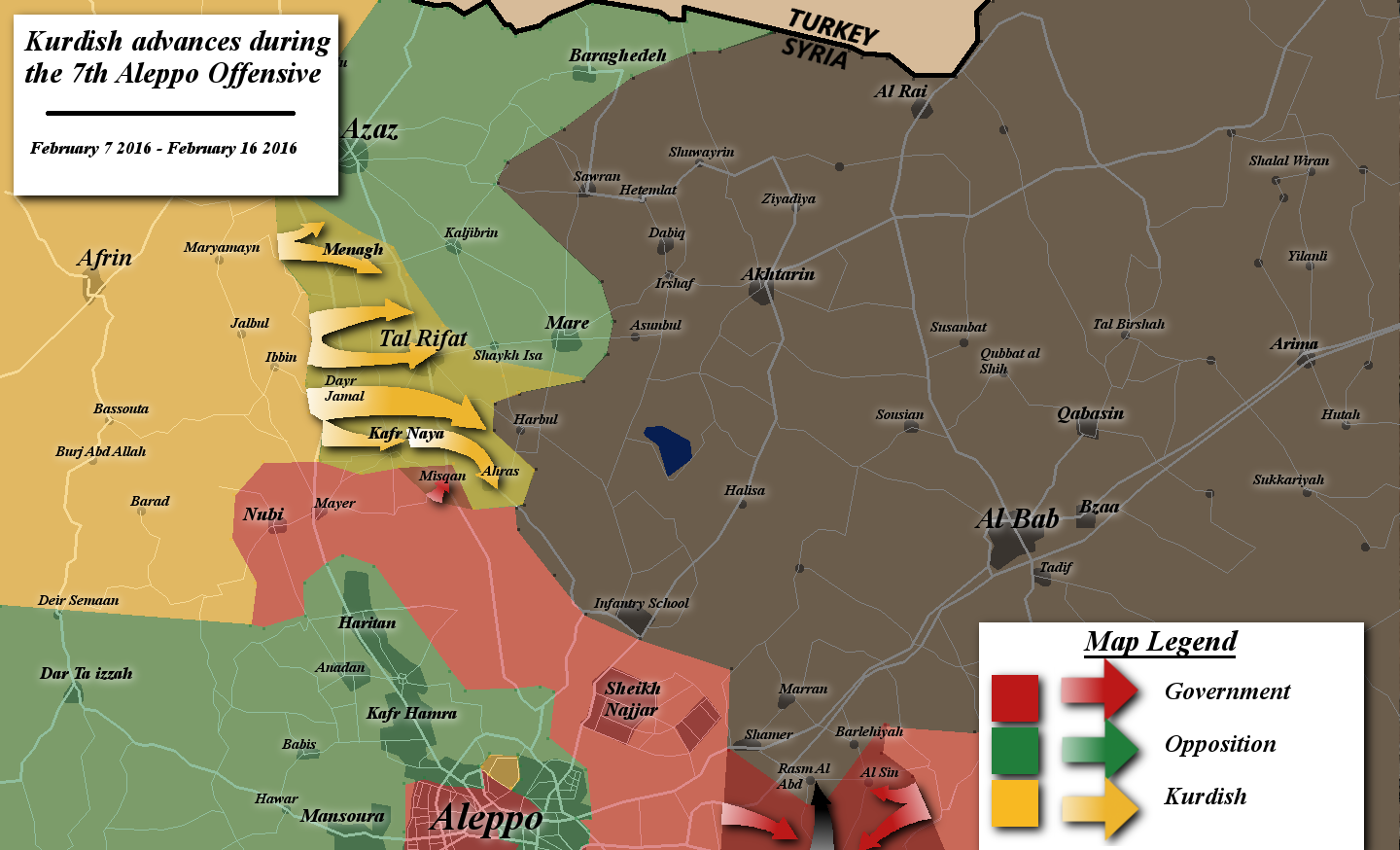
Avanços curdos durante a ofensiva

No final de 11 de fevereiro, de acordo com vários relatos, as FDS chegaram aos subúrbios ocidentais de Azaz, com confrontos ocorridos no hospital nacional e no posto de controlo de Al Shat, a 2 quilómetros da cidade. No entanto,as FDS negaram ter iniciado um ataque a Azaz. Na manhã seguinte, as tropas do governo tomaram o controlo das colinas de Duhrat Al-Qur'ah e Duhrat Al-Qundilah, perto de Tannurah, após o seu segundo ataque na área durante a semana. De seguida, o EAS e aliados tomaram as pedreiras de Tannurah e, à noite, a parte norte de Tannurah. Este avanço levou os soldados sírios de volta ao Monte Simeão pela primeira vez após três anos e meio. Em outros lugares, as FDS avançaram perto de Kafr Antoan e alegadamente capturou o posto de controlo de Al Shat, perto de Azaz.
Em 13 de fevereiro, o Exército Sírio assegurou totalmente Tannurah, avançando em direção a Anadan, enquanto vários ataques aéreos atingiram Tell Rifaat. A norte, artilharia turca atacou as posições das FDS na base aérea de Menagh recentemente capturada e uma vila continuamente por três horas, após as FDS terem chegado a 500 metros de Azaz. Várias publicações do Twitter relataram que isso era em apoio de um contra-ataque rebelde, que posteriormente foi repelido pelas forças curdas. Um responsável turco afirmou que o bombardeamento foi em resposta ao bombardeamento do YPG contra postos militares da fronteira turca, enquanto o primeiro ministro da Turquia, Ahmet Davutoglu, exigiu que as FDS se retirassem de todo o território recentemente capturado. As FDS afirmou que não se iriam retirar e, apesar do bombardeamento turco, lançou um ataque contra Tell Rifaat. As forças curdas capturaram a aldeia de Ayn Daqnah, na estrada entre Tell Rifaat e Azaz, e avançaram para os subúrbios ocidentais de Tell Rifaat.
Em 14 de fevereiro, o Exército Turco voltou a bombardear as forças curdas, enquanto as tropas governamentais tentaram avançar de Tannurah para Anadan. No final daquela noite, as FDS entraram nos bairros ocidentais e do norte de Tell Rifaat e chegaram à estação ferroviária onde ocorreram confrontos, após os quais as forças curdas tomaram o controlo da estação, deixando-os no controlo da maioria da cidade (70 por cento) pela manhã. A relativa facilidade com que as FDS avançaram sobreTell Rifaat deveu-se à falta de linhas defensivas rebeldes na parte ocidental da cidade. As FDS também capturaram Kafr Kashir, [137] depois de cortar a estrada entre esta cidade e Azaz, deixando os rebeldes em Azaz com medo de um iminente ataque das FDS na cidade. As FDS também tentaram avançar em direcção à área de Kaljibrin, aproximando-se do território controlado pelo Estado Islâmico do Iraque e do Levante.
Em 15 de fevereiro, as forças do governo retiraram-se de Kafr Naya, entregando o controlo da cidade às FDS. As FDS também tomaram Kafr Naseh e capturou plenamente Tell Rifaat, enquanto ao sul da cidade, as tropas governamentais capturaram as aldeias de Misqan e Ahras. Neste ponto, as FDS estavam a 6 quilómetros do território do Estado Islâmico. O primeiro-ministro turco prometeu  que "Não permitiremos que Azaz caía" e advertiu que as FDS para que não se movesse para o leste de Afrin ou a oeste do Eufrates (no território do EIIL), já que os bombardeamentos turcos continuaram por um terceiro dia, incluindo posições em Tell Rifaat. O vice-presidente dos Estados Unidos, Joe Biden, ligou ao primeiro ministro turco a pedir para "cessar ataques de artilharia aos curdos". A chamada foi recebida com "surpresa" por oficiais turcos.
Em 16 de fevereiro, foi relatado concordarem em se retirarem de Mare' (na linha de frente com o EIIL), deixando-a para as FDS. Os rebeldes negaram tal acordo. Além disto, houve rumores que o Exército Sírio iria entregar Ahras às FDS para acalmar tensões e evitar possíveis confrontos no futuro. Mais tarde no mesmo dia, as FDS capturaram Sheikh Isa, nos arredores de Mare'. Entretanto, a Turquia continuaram com os ataques de artilharia contra as FDS.

## Após a ofensiva - avanços das FDS na cidade de Alepo e avanço a noroeste do EAS
Durante a noite de 16 a 17 de fevereiro, vários rumores emergiram em que as FDS teriam cortado a estrada de Castello, que era a última rota de abastecimento dos rebeldes para a cidade de Alepo. Na manhã seguinte, foi confirmado que as FDS tinham lançado uma ofensiva a partir do norte de Sheikh Maqsood (bairro controlado pelos curdos em Alepo) contra posições rebeldes: no distrito de Bani Zaid (ocidente), no distrito Bustan al-Basha (leste), no distrito de Ashrafiyah (sul) e a estrada de Castello (norte). Entretanto, o Exército dos Revolucionários (membro das FDS) afirmou que as suas posições em Bustan al-Basha foram atacadas pelo Exército Sírio de um lado e pelo Ahrar al-Sham doutro lado. Durante os combates, as FDS impuseram controlo de fogo sobre a rotunda de Castello e capturaram o Hospital de Hanaan em Ashrafiyah, mas o ataque das FDS sobre a estada de Castello foi repelido. Durante esse dia, um grupo de 500 combatentes da Al Nusra, vindos de Idlib, entraram no norte de Alepo a partir da Turquia por Azaz sob a supervisão das autoridades turcas. A 18 de fevereiro, foi relatado que as FDS capturaram a Área Residencial Juvenil em Bani Zaid e a rotunda de Castello, potencialmente cortando a rota de abastecimento dos rebeldes para Alepo. No entanto, as forças rebeldes retomaram a Área Residencial no dia seguinte, ou parte dela.
Entre 22 e 23 de fevereiro, as FDS alegadamente capturaram a Mesquita de Saladino em Bani Zaid, e a Escola Younis al-Saba'wi e Jama' al-Istaqmat em Ashrafiyah, apoiadas por ataques aéreos russos. As FDS voltaram a avançar sobre a Área Residencial Juvenil e, no dia 24 conseguiram recapturar toda a Área Residencial.
Em 26 de fevereiro, as forças governamentais sírias lançaram um novo ataque, a noroeste da cidade de Alepo, e alegadamente passando por território curdo, atacando Shaykh Aqil e Qabtan al-Jabal. O Exército Sírio conseguiram capturar Shaykh Aqil, mas os rebeldes conseguiram recuperar a localidade horas depois. A tentativa de avanço ocorreu horas antes da implementação de um cessar-fogo nacional. No mesmo dia, o EAS entregou Ahras às FDS de forma pacífica e acordada entre as partes. No final do mês, preparações começaram para uma nova ofensiva a ser lançada a oeste de Alepo com o objectivo de cortar a última rota de abastecimento dos rebeldes para a cidade.

No início de Março, de acordos com fontes rebeldes e governamentais, as FDS capturaram uma colina estratégica com vista para a estrada de Castello, embora o YPG tenha negado.